# Нурбулак (Узбекистан)
Нурбулак (узб. Nurbuloq) — посёлок городского типа, расположенный на территории Нурабадского района Самаркандской области Республики Узбекистан.
Статус посёлка городского типа с 2009 года.